# ميريل نيلسون
ميريل نيلسون هو محامي وسياسي أمريكي، ولد في 16 يوليو 1955 في تويلي في الولايات المتحدة. نشط حزبياً في الحزب الجمهوري. وقد انتخب عضو مجلس نواب ولاية يوتا ‏.

## وصلات خارجية
- الموقع الرسمي